# Thymoites guanicae
Thymoites guanicae là một loài nhện trong họ Theridiidae.
Loài này thuộc chi Thymoites. Thymoites guanicae được Alexander Petrunkevitch miêu tả năm 1930.